# Абдулкадір Бітіген
Абдулкадір Бітіген (12 лютого 1983, Кайсері) — турецький футбольний арбітр, який судить матчі Суперліги. Арбітр ФІФА з 2021 року та має другу категорію арбітра УЄФА. За фахом стоматолог.

## Суддівська кар'єра
Бітіген почав працювати в Третій лізі TFF у 2007 році, Другій лізі TFF у 2011 році, Першій лізі TFF у 2013 році та Суперлізі у 2014 році. Свій перший матч у Суперлізі він провів 30 серпня 2014 року. Це була гра між «Ескішехірспором» і «Коньяспором» 2–1. Бітіген показав три жовті картки.
У 2021 році він був внесений до списку арбітрів ФІФА.
Бітіген часто працює відеоасистентом арбітра, в тому числі на матчах Суперкубку Туреччини 2019 і 2020 років. Він також був асистентом VAR у фіналі Кубка Туреччини 2020 між Трабзонспором і Аланією. У січні 2021 року він судив Суперкубок Косова 2020 між Дрітою та Приштиною.
23 квітня 2021 року Бітіген був обраний ФІФА відеоасистентом арбітра на футбольні матчі на літніх Олімпійських іграх 2020 року в Японії.

## Особисте життя
Його батько Галіп Бітіген також був футбольним арбітром.